# Coppa Italia di pallacanestro maschile 2019
La Coppa Italia di pallacanestro maschile 2019, denominata Postemobile Final Eight 2019 per ragioni di sponsorizzazione, si è disputata dal 14 al 17 febbraio 2019 al Nelson Mandela Forum di Firenze.

## Squadre
Le squadre qualificate sono le prime otto classificate al termine del girone di andata (13 gennaio 2019) della Serie A 2018-2019.
1. Olimpia Milano
2. Scandone Avellino
3. Reyer Venezia
4. Vanoli Cremona

1. Pall. Varese
2. Dinamo Sassari
3. N.B. Brindisi
4. Virtus Bologna

## Tabellone
|  | Quarti di finale 14 / 15 febbraio | Quarti di finale 14 / 15 febbraio | Quarti di finale 14 / 15 febbraio |               |                   | Semifinali 16 febbraio | Semifinali 16 febbraio | Semifinali 16 febbraio |  |  | Finale 17 febbraio | Finale 17 febbraio | Finale 17 febbraio |
|  |                                   |                                   |                                   |               |                   |                        |                        |                        |  |  |                    |                    |                    |
|  | 1                                 | Olimpia Milano                    | 84                                |               |                   |                        |                        |                        |  |  |                    |                    |                    |
|  | 8                                 | Virtus Bologna                    | 86                                |               |                   |                        |                        |                        |  |  |                    |                    |                    |
|  | 8                                 | Virtus Bologna                    | 86                                |               | 8                 | Virtus Bologna         | 91                     |                        |  |  |                    |                    |                    |
|  |                                   |                                   |                                   |               | 8                 | Virtus Bologna         | 91                     |                        |  |  |                    |                    |                    |
|  |                                   | 4                                 | Vanoli Cremona                    | 102           |                   |                        |                        |                        |  |  |                    |                    |                    |
|  | 4                                 | 4                                 | Vanoli Cremona                    | 102           | Vanoli Cremona    | 82                     |                        |                        |  |  |                    |                    |                    |
|  | 4                                 |                                   |                                   |               | Vanoli Cremona    | 82                     |                        |                        |  |  |                    |                    |                    |
|  | 5                                 | Pall. Varese                      | 73                                |               |                   |                        |                        |                        |  |  |                    |                    |                    |
|  |                                   |                                   |                                   |               |                   |                        |                        |                        |  |  | 4                  | Vanoli Cremona     | 83                 |
|  |                                   |                                   | 7                                 | N.B. Brindisi | 74                |                        |                        |                        |  |  |                    |                    |                    |
|  | 3                                 | Reyer Venezia                     | 88                                |               |                   |                        |                        |                        |  |  |                    |                    |                    |
|  | 6                                 | Dinamo Sassari                    | 89                                |               |                   |                        |                        |                        |  |  |                    |                    |                    |
|  | 6                                 | Dinamo Sassari                    | 89                                |               | 6                 | Dinamo Sassari         | 86                     |                        |  |  |                    |                    |                    |
|  |                                   |                                   |                                   |               | 6                 | Dinamo Sassari         | 86                     |                        |  |  |                    |                    |                    |
|  |                                   | 7                                 | N.B. Brindisi                     | 87            |                   |                        |                        |                        |  |  |                    |                    |                    |
|  | 2                                 | 7                                 | N.B. Brindisi                     | 87            | Scandone Avellino | 92                     |                        |                        |  |  |                    |                    |                    |
|  | 2                                 |                                   |                                   |               | Scandone Avellino | 92                     |                        |                        |  |  |                    |                    |                    |
|  | 7                                 | N.B. Brindisi                     | 95                                |               |                   |                        |                        |                        |  |  |                    |                    |                    |

### Tabellini

#### Quarti di finale

##### Vanoli Cremona - Openjobmetis Varese
| Arbitri: | Sahin (Messina) Biggi (Sarmato) Grigioni (Roma) |

|                                     |            |                                                |
| Crawford 22 Saunders 20 Aldridge 11 | Punti      | 15 Avramović, Scrubb 11 Ferrero 8 Cain, Salumu |
| Diener 9                            | Assist     | 3 Avramović, Tambone                           |
| Mathiang 11                         | Rimbalzi   | 12 Cain                                        |
| Romeo Sacchetti                     | Allenatori | Attilio Caja                                   |

| Quintetto titolare | Quintetto titolare | Quintetto titolare  | Pt   | Rim  | Ass  |
| ------------------ | ------------------ | ------------------- | ---- | ---- | ---- |
| P                  | 7                  | Travis Diener       | 7    | 1    | 9    |
| GA                 | 1                  | Wesley Saunders     | 20   | 7    | 2    |
| GA                 | 22                 | Drew Crawford       | 22   | 5    | 3    |
| AG                 | 23                 | Peyton Aldridge     | 11   | 3    | 0    |
| AC                 | 12                 | Mangok Mathiang     | 5    | 11   | 0    |
| Panchina:          |                    |                     |      |      |      |
| G                  | 2                  | Alessandro Feraboli | n.e. | n.e. | n.e. |
| A                  | 6                  | Giulio Gazzotti     | n.e. | n.e. | n.e. |
| A                  | 8                  | Giampaolo Ricci     | 2    | 5    | 3    |
| P                  | 10                 | Michele Ruzzier     | 7    | 4    | 3    |
| GA                 | 24                 | Vojislav Stojanović | 8    | 3    | 2    |
| Allenatore:        |                    |                     |      |      |      |
| Romeo Sacchetti    |                    |                     |      |      |      |

| Vanoli Cremona |  | Varese |

| Quintetto titolare | Quintetto titolare | Quintetto titolare | Pt   | Rim  | Ass  |
| ------------------ | ------------------ | ------------------ | ---- | ---- | ---- |
| P                  | 25                 | Ronald Moore       | 3    | 4    | 1    |
| G                  | 4                  | Aleksa Avramović   | 15   | 5    | 3    |
| AP                 | 11                 | Thomas Scrubb      | 15   | 9    | 0    |
| A                  | 2                  | Dominique Archie   | 2    | 3    | 0    |
| C                  | 16                 | Tyler Cain         | 8    | 12   | 0    |
| Panchina:          |                    |                    |      |      |      |
| AP                 | 5                  | Christian Gatto    | n.e. | n.e. | n.e. |
| C                  | 7                  | Antonio Iannuzzi   | 5    | 1    | 0    |
| A                  | 8                  | Nicola Natali      | 2    | 0    | 0    |
| G                  | 10                 | Jean Salumu        | 8    | 3    | 1    |
| AG                 | 13                 | Damiano Verri      | n.e. | n.e. | n.e. |
| P                  | 15                 | Matteo Tambone     | 4    | 2    | 3    |
| A                  | 21                 | Giancarlo Ferrero  | 11   | 0    | 1    |
| Allenatore:        |                    |                    |      |      |      |
| Attilio Caja       |                    |                    |      |      |      |

##### A|X Armani Exchange Milano - Segafredo Virtus Bologna
| Arbitri: | Mazzoni (Grosseto) Martolini (Roma) Borgioni (Roma) |

|                               |            |                                         |
| Nunnally 19 Micov 17 James 13 | Punti      | 23 Taylor 15 Aradori 14 M'Baye, Moreira |
| James 5                       | Assist     | 1 (6 giocatori)                         |
| Brooks 13                     | Rimbalzi   | 10 Moreira                              |
| Simone Pianigiani             | Allenatori | Stefano Sacripanti                      |

| Quintetto titolare | Quintetto titolare | Quintetto titolare       | Pt   | Rim  | Ass  |
| ------------------ | ------------------ | ------------------------ | ---- | ---- | ---- |
| P                  | 2                  | Mike James               | 13   | 10   | 5    |
| AP                 | 21                 | James Nunnally           | 19   | 3    | 0    |
| AP                 | 5                  | Vladimir Micov           | 17   | 2    | 2    |
| A                  | 32                 | Jeff Brooks              | 11   | 13   | 3    |
| C                  | 92                 | Alen Omić                | 4    | 3    | 1    |
| Panchina:          |                    |                          |      |      |      |
| G                  | 6                  | Federico Andrea Ferraris | n.e. | n.e. | n.e. |
| A                  | 13                 | Simone Fontecchio        | 0    | 1    | 0    |
| AP                 | 19                 | Mindaugas Kuzminskas     | 7    | 2    | 1    |
| P                  | 20                 | Andrea Cinciarini        | 0    | 1    | 0    |
| AC                 | 23                 | Christian Burns          | 4    | 2    | 0    |
| PG                 | 55                 | Curtis Jerrells          | 6    | 0    | 2    |
| G                  | 00                 | Amedeo Della Valle       | 3    | 3    | 0    |
| Allenatore:        |                    |                          |      |      |      |
| Simone Pianigiani  |                    |                          |      |      |      |

| Milano |  | Virtus Bologna |

| Quintetto titolare | Quintetto titolare | Quintetto titolare     | Pt   | Rim  | Ass  |
| ------------------ | ------------------ | ---------------------- | ---- | ---- | ---- |
| P                  | 7                  | Tony Taylor            | 23   | 2    | 1    |
| G                  | 0                  | Kevin Punter           | 4    | 2    | 0    |
| PG                 | 25                 | David Cournooh         | 9    | 4    | 1    |
| AG                 | 24                 | Amath M'Baye           | 14   | 6    | 0    |
| C                  | 2                  | Yanick Moreira         | 14   | 10   | 1    |
| Panchina:          |                    |                        |      |      |      |
| AP                 | 1                  | Kelvin Martin          | 2    | 3    | 1    |
| P                  | 6                  | Alessandro Pajola      | 0    | 0    | 1    |
| AC                 | 8                  | Filippo Baldi Rossi    | 0    | 1    | 0    |
| P                  | 9                  | Alessandro Cappelletti | n.e. | n.e. | n.e. |
| GA                 | 21                 | Pietro Aradori         | 15   | 3    | 1    |
| C                  | 23                 | Matteo Berti           | n.e. | n.e. | n.e. |
| C                  | 41                 | Brian Qvale            | 5    | 3    | 0    |
| Allenatore:        |                    |                        |      |      |      |
| Stefano Sacripanti |                    |                        |      |      |      |

##### Umana Reyer Venezia - Banco di Sardegna Sassari
| Arbitri: | Begnis (Crema) Attard (Siracusa) Bartoli (Trieste) |

|                            |            |                              |
| Tonut 20 Watt 16 Bramos 14 | Punti      | 24 Pierre 15 Smith 14 Thomas |
| Haynes 8                   | Assist     | 2 McGee, Spissu              |
| Watt 6                     | Rimbalzi   | 9 Pierre                     |
| Walter De Raffaele         | Allenatori | Gianmarco Pozzecco           |

| Quintetto titolare | Quintetto titolare | Quintetto titolare | Pt   | Rim  | Ass  |
| ------------------ | ------------------ | ------------------ | ---- | ---- | ---- |
| PG                 | 0                  | Marquez Haynes     | 11   | 0    | 8    |
| G                  | 7                  | Stefano Tonut      | 20   | 1    | 1    |
| GA                 | 6                  | Michael Bramos     | 14   | 3    | 1    |
| AC                 | 22                 | Valerio Mazzola    | 6    | 3    | 1    |
| AC                 | 50                 | Mitchell Watt      | 16   | 6    | 4    |
| Panchina:          |                    |                    |      |      |      |
| P                  | 5                  | Julyan Stone       | 5    | 3    | 1    |
| A                  | 9                  | Austin Daye        | 9    | 2    | 2    |
| P                  | 10                 | Andrea De Nicolao  | 3    | 0    | 0    |
| AP                 | 17                 | Deron Washington   | 4    | 1    | 0    |
| AC                 | 19                 | Paul Biligha       | 0    | 2    | 0    |
| PG                 | 21                 | Marco Giuri        | n.e. | n.e. | n.e. |
| G                  | 30                 | Bruno Cerella      | 0    | 0    | 0    |
| Allenatore:        |                    |                    |      |      |      |
| Walter De Raffaele |                    |                    |      |      |      |

| Venezia |  | Sassari |

| Quintetto titolare | Quintetto titolare | Quintetto titolare | Pt   | Rim  | Ass  |
| ------------------ | ------------------ | ------------------ | ---- | ---- | ---- |
| P                  | 2                  | Jaime Smith        | 15   | 0    | 0    |
| A                  | 21                 | Dyshawn Pierre     | 24   | 9    | 1    |
| GA                 | 6                  | Justin Carter      | 4    | 4    | 1    |
| AG                 | 33                 | Achille Polonara   | 10   | 5    | 0    |
| C                  | 45                 | Jack Cooley        | 13   | 7    | 0    |
| Panchina:          |                    |                    |      |      |      |
| P                  | 0                  | Marco Spissu       | 3    | 1    | 2    |
| G                  | 3                  | Tyrus McGee        | 2    | 1    | 2    |
| GA                 | 8                  | Giacomo Devecchi   | 2    | 0    | 0    |
| C                  | 15                 | Daniele Magro      | n.e. | n.e. | n.e. |
| PG                 | 22                 | Stefano Gentile    | 2    | 0    | 0    |
| A                  | 25                 | Rashawn Thomas     | 14   | 7    | 1    |
| C                  | 45                 | Ousmane Diop       | 0    | 0    | 0    |
| Allenatore:        |                    |                    |      |      |      |
| Gianmarco Pozzecco |                    |                    |      |      |      |

##### Sidigas Avellino - New Basket Brindisi
| Arbitri: | Filippini (Pisa) Vicino (Bologna) Giovannetti (Papigno) |

|               |            |                     |
| Sykes 23      | Punti      | 26 Banks            |
| Green 8       | Assist     | 6 Banks             |
| Green 11      | Rimbalzi   | 7 Brown, Moraschini |
| Nenad Vučinić | Allenatori | Francesco Vitucci   |

| Quintetto titolare | Quintetto titolare | Quintetto titolare  | Pt   | Rim  | Ass  |
| ------------------ | ------------------ | ------------------- | ---- | ---- | ---- |
| PG                 | 12                 | Ariel Filloy        | 19   | 3    | 1    |
| P                  | 28                 | Keifer Sykes        | 23   | 6    | 1    |
| A                  | 20                 | Ojārs Siliņš        | 5    | 5    | 2    |
| AG                 | 6                  | Caleb Green         | 19   | 11   | 8    |
| C                  | 5                  | Hamady N'Diaye      | 8    | 3    | 1    |
| Panchina:          |                    |                     |      |      |      |
| A                  | 8                  | Demetris Nichols    | n.e. | n.e. | n.e. |
| C                  | 14                 | Luca Campani        | 4    | 0    | 0    |
| P                  | 18                 | Antonio Sabatino    | n.e. | n.e. | n.e. |
| G                  | 21                 | Luca Campogrande    | 0    | 0    | 0    |
| G                  | 22                 | Demonte Harper      | 14   | 4    | 2    |
| PG                 | 24                 | Lorenzo D'Ercole    | 0    | 0    | 0    |
| AC                 | 34                 | Stefano Spizzichini | 0    | 0    | 0    |
| Allenatore:        |                    |                     |      |      |      |
| Nenad Vučinić      |                    |                     |      |      |      |

| Avellino |  | Brindisi |

| Quintetto titolare | Quintetto titolare | Quintetto titolare  | Pt   | Rim  | Ass  |
| ------------------ | ------------------ | ------------------- | ---- | ---- | ---- |
| G                  | 21                 | Jeremy Chappell     | 8    | 2    | 1    |
| G                  | 0                  | Adrian Banks        | 26   | 5    | 6    |
| G                  | 9                  | Riccardo Moraschini | 9    | 7    | 5    |
| AG                 | 3                  | Tony Gaffney        | 7    | 3    | 2    |
| AC                 | 00                 | John Brown          | 22   | 7    | 0    |
| Panchina:          |                    |                     |      |      |      |
| GA                 | 1                  | Erik Rush           | 10   | 6    | 0    |
| P                  | 6                  | Alessandro Zanelli  | 0    | 0    | 1    |
| P                  | 7                  | Gabriele Orlandino  | n.e. | n.e. | n.e. |
| G                  | 11                 | Devondrick Walker   | 11   | 0    | 0    |
| PG                 | 15                 | Nicolò Cazzolato    | n.e. | n.e. | n.e. |
| C                  | 18                 | Jakub Wojciechowski | 2    | 4    | 1    |
| P                  | 68                 | Vincenzo Taddeo     | n.e. | n.e. | n.e. |
| Allenatore:        |                    |                     |      |      |      |
| Francesco Vitucci  |                    |                     |      |      |      |

#### Semifinali

##### Vanoli Cremona - Segafredo Virtus Bologna
| Arbitri: | Paternicò (Piazza Armerina) Rossi (Sansepolcro) Paglialunga (Taranto) |

|                                             |            |                                |
| Diener 26 Crawford, Mathiang 19 Saunders 15 | Punti      | 26 Aradori 19 Punter 14 Taylor |
| Saunders 5                                  | Assist     | 3 Aradori                      |
| Mathiang 10                                 | Rimbalzi   | 7 M'Baye                       |
| Romeo Sacchetti                             | Allenatori | Stefano Sacripanti             |

| Quintetto titolare | Quintetto titolare | Quintetto titolare  | Pt   | Rim  | Ass  |
| ------------------ | ------------------ | ------------------- | ---- | ---- | ---- |
| P                  | 7                  | Travis Diener       | 26   | 1    | 3    |
| GA                 | 1                  | Wesley Saunders     | 15   | 5    | 5    |
| GA                 | 22                 | Drew Crawford       | 19   | 7    | 3    |
| AG                 | 23                 | Peyton Aldridge     | 9    | 3    | 3    |
| AC                 | 12                 | Mangok Mathiang     | 19   | 10   | 1    |
| Panchina:          |                    |                     |      |      |      |
| G                  | 2                  | Alessandro Feraboli | n.e. | n.e. | n.e. |
| A                  | 6                  | Giulio Gazzotti     | 0    | 0    | 0    |
| A                  | 8                  | Giampaolo Ricci     | 6    | 2    | 2    |
| P                  | 10                 | Michele Ruzzier     | 6    | 0    | 1    |
| GA                 | 24                 | Vojislav Stojanović | 2    | 2    | 0    |
| Allenatore:        |                    |                     |      |      |      |
| Romeo Sacchetti    |                    |                     |      |      |      |

| Vanoli Cremona |  |  | Virtus Bologna |

| Quintetto titolare | Quintetto titolare | Quintetto titolare     | Pt   | Rim  | Ass  |
| ------------------ | ------------------ | ---------------------- | ---- | ---- | ---- |
| P                  | 7                  | Tony Taylor            | 14   | 4    | 2    |
| G                  | 0                  | Kevin Punter           | 19   | 3    | 0    |
| PG                 | 25                 | David Cournooh         | 5    | 0    | 0    |
| AG                 | 24                 | Amath M'Baye           | 9    | 7    | 1    |
| C                  | 2                  | Yanick Moreira         | 4    | 5    | 1    |
| Panchina:          |                    |                        |      |      |      |
| AP                 | 1                  | Kelvin Martin          | 4    | 3    | 0    |
| P                  | 6                  | Alessandro Pajola      | 0    | 0    | 2    |
| AC                 | 8                  | Filippo Baldi Rossi    | 0    | 0    | 1    |
| P                  | 9                  | Alessandro Cappelletti | n.e. | n.e. | n.e. |
| C                  | 11                 | Dejan Kravić           | 10   | 5    | 0    |
| GA                 | 21                 | Pietro Aradori         | 26   | 6    | 3    |
| C                  | 23                 | Matteo Berti           | n.e. | n.e. | n.e. |
| Allenatore:        |                    |                        |      |      |      |
| Stefano Sacripanti |                    |                        |      |      |      |

##### Banco di Sardegna Sassari - New Basket Brindisi
| Arbitri: | Lanzarini (Bologna) Weidmann (Roma) Borgo (Vicenza) |

|                                      |            |                                           |
| Carter 18 Pierre, Smith 16 Cooley 13 | Punti      | 20 Brown 18 Chappell, Moraschini 15 Banks |
| Polonara 3                           | Assist     | 4 Banks                                   |
| Cooley 12                            | Rimbalzi   | 9 Chappell                                |
| Gianmarco Pozzecco                   | Allenatori | Francesco Vitucci                         |

| Quintetto titolare | Quintetto titolare | Quintetto titolare | Pt   | Rim  | Ass  |
| ------------------ | ------------------ | ------------------ | ---- | ---- | ---- |
| P                  | 2                  | Jaime Smith        | 16   | 2    | 2    |
| A                  | 21                 | Dyshawn Pierre     | 16   | 5    | 1    |
| GA                 | 6                  | Justin Carter      | 18   | 7    | 2    |
| AG                 | 33                 | Achille Polonara   | 8    | 6    | 3    |
| C                  | 45                 | Jack Cooley        | 13   | 12   | 1    |
| Panchina:          |                    |                    |      |      |      |
| P                  | 0                  | Marco Spissu       | 0    | 4    | 1    |
| G                  | 3                  | Tyrus McGee        | 8    | 2    | 0    |
| GA                 | 8                  | Giacomo Devecchi   | n.e. | n.e. | n.e. |
| C                  | 15                 | Daniele Magro      | n.e. | n.e. | n.e. |
| PG                 | 22                 | Stefano Gentile    | 0    | 0    | 0    |
| A                  | 25                 | Rashawn Thomas     | 7    | 7    | 1    |
| C                  | 45                 | Ousmane Diop       | n.e. | n.e. | n.e. |
| Allenatore:        |                    |                    |      |      |      |
| Gianmarco Pozzecco |                    |                    |      |      |      |

| Sassari |  | Brindisi |

| Quintetto titolare | Quintetto titolare | Quintetto titolare  | Pt   | Rim  | Ass  |
| ------------------ | ------------------ | ------------------- | ---- | ---- | ---- |
| G                  | 21                 | Jeremy Chappell     | 18   | 9    | 2    |
| G                  | 0                  | Adrian Banks        | 15   | 4    | 4    |
| G                  | 9                  | Riccardo Moraschini | 18   | 2    | 2    |
| AG                 | 3                  | Tony Gaffney        | 9    | 6    | 2    |
| AC                 | 00                 | John Brown          | 20   | 4    | 2    |
| Panchina:          |                    |                     |      |      |      |
| GA                 | 1                  | Erik Rush           | 5    | 2    | 0    |
| P                  | 6                  | Alessandro Zanelli  | 0    | 1    | 0    |
| G                  | 8                  | Mattia Calamo       | n.e. | n.e. | n.e. |
| G                  | 11                 | Devondrick Walker   | 2    | 1    | 0    |
| PG                 | 15                 | Nicolò Cazzolato    | n.e. | n.e. | n.e. |
| C                  | 18                 | Jakub Wojciechowski | 0    | 1    | 0    |
| P                  | 68                 | Vincenzo Taddeo     | n.e. | n.e. | n.e. |
| Allenatore:        |                    |                     |      |      |      |
| Francesco Vitucci  |                    |                     |      |      |      |

#### Finale
| Arbitri: | Sahin Rossi (Sansepolcro) Biggi (Sarmato) |

|                                              |            |                              |
| Crawford, Saunders 18 Ruzzier 12 Aldridge 11 | Punti      | 21 Brown 19 Gaffney 13 Banks |
| Diener 6                                     | Assist     | 3 Brown                      |
| Ricci, Saunders 9                            | Rimbalzi   | 8 Brown                      |
| Romeo Sacchetti                              | Allenatori | Francesco Vitucci            |

| Quintetto titolare | Quintetto titolare | Quintetto titolare  | Pt   | Rim  | Ass  |
| ------------------ | ------------------ | ------------------- | ---- | ---- | ---- |
| GA                 | 1                  | Wesley Saunders     | 18   | 9    | 2    |
| P                  | 7                  | Travis Diener       | 8    | 1    | 6    |
| C                  | 12                 | Mangok Mathiang     | 8    | 8    | 0    |
| GA                 | 22                 | Drew Crawford       | 18   | 6    | 0    |
| AG                 | 23                 | Peyton Aldridge     | 11   | 5    | 1    |
| Panchina:          |                    |                     |      |      |      |
| P                  | 2                  | Alessandro Ariazzi  | n.e. | n.e. | n.e. |
| AG                 | 6                  | Giulio Gazzotti     | n.e. | n.e. | n.e. |
| AG                 | 8                  | Giampaolo Ricci     | 6    | 9    | 1    |
| P                  | 10                 | Michele Ruzzier     | 12   | 1    | 3    |
| GA                 | 24                 | Vojislav Stojanović | 2    | 2    | 1    |
| Allenatore:        |                    |                     |      |      |      |
| Romeo Sacchetti    |                    |                     |      |      |      |

| Vanoli Cremona |  | Brindisi |

| Vincitrice Coppa Italia 2019 |
| ---------------------------- |
| Vanoli Cremona 1º titolo     |

| Quintetto titolare | Quintetto titolare | Quintetto titolare  | Pt   | Rim  | Ass  |
| ------------------ | ------------------ | ------------------- | ---- | ---- | ---- |
| PG                 | 0                  | Adrian Banks        | 13   | 4    | 2    |
| C                  | 00                 | John Brown          | 21   | 8    | 3    |
| AG                 | 3                  | Tony Gaffney        | 19   | 7    | 1    |
| PG                 | 9                  | Riccardo Moraschini | 7    | 1    | 0    |
| G                  | 21                 | Jeremy Chappell     | 3    | 5    | 2    |
| Panchina:          |                    |                     |      |      |      |
| AP                 | 1                  | Erik Rush           | 0    | 3    | 1    |
| P                  | 6                  | Alessandro Zanelli  | 0    | 0    | 0    |
| AP                 | 8                  | Mattia Calamo       | n.e. | n.e. | n.e. |
| G                  | 11                 | Devondrick Walker   | 11   | 5    | 2    |
| PG                 | 15                 | Nicolò Cazzolato    | n.e. | n.e. | n.e. |
| C                  | 18                 | Jakub Wojciechowski | 0    | 2    | 1    |
| P                  | 68                 | Vincenzo Taddeo     | n.e. | n.e. | n.e. |
| Allenatore:        |                    |                     |      |      |      |
| Francesco Vitucci  |                    |                     |      |      |      |

## Premi individuali
- Panasonic MVP (Memorial "Chicco Ravaglia"):  Drew Crawford (Vanoli Cremona)
- MyGlass Miglior Rimbalzista:  Giampaolo Ricci (Vanoli Cremona)
- Antea Miglior Difensore:  Giampaolo Ricci (Vanoli Cremona)
- Turkish Airlines Giocatore più spettacolare:  John Brown (N.B. Brindisi)

## Risonanza mediatica
Il modello italiano e più in generale europeo della coppa nazionale ha in questa edizione suscitato l'interesse di alcuni osservatori d'oltreoceano. In un articolo apparso sul New York Times scritto da Zach Messitte, il giornalista lancia l'idea di provare a realizzare anche in America una sorta di Coppa degli Stati Uniti al posto di uno All Star Game che, dagli anni '90 ad oggi, ha visto crollare l'interesse del pubblico del 50%